# Bürgerův mlýn
Bürgerův mlýn (Panský) ve Vitějovicích v okrese Prachatice je vodní mlýn, který stojí na severním okraji obce na Zlatém potoce. Je chráněn jako nemovitá kulturní památka České republiky.

## Historie
Mlýn, původně asi z roku 1560, byl přestavěn barokně. Jeho špýchar pochází z roku 1781 a patrová nástavba mlýnice z roku 1877. Na soklu budovy je vsazen kámen s datem 21. června 1894; toho dne bylo mlýnské kolo nahrazeno turbínou. Technologie mlýnského zařízení byla obnovena v letech 1948–1950 a mlýn byl funkční do roku 1963.

## Popis
Budovy mlýna stojí kolem nepravidelného trojúhelného dvora, do kterého vedou dvě vstupní brány. Původně renesanční mlýnice na protáhlém půdorysu má ve své východní části umístěné obytné místnosti. Na mlýnici navazuje přes náhon příčně napojené křídlo strojovny. Špýchar se stájemi a stodola stojí samostatně.
Voda na vodní kolo vedla od jezu náhonem dlouhým přibližně 750 metrů.
K roku 1599 je uváděno k pohonu mlýna šest korečkových kol, v tereziánském katastru pak tři kola (vodní kola na vrchní vodu). Roku 1599 měl mlýn čtyři stoupy, tereziánský katastr pak uvádí tři stoupy. Od roku 1930 mlýn poháněla jedna Francisova turbína (průtok 0.2 m³/s, spád 4.3 m, výkon 10.5 HP), instalovaná 1913.
Ve mlýně je dochováno kompletní řemeslné složení. Technologické vybavení je od výrobců Jos. Prokop a synové, Pardubice, a Union a. s., České Budějovice. Při mlýně stále funguje pila a dochovala se také vodní elektrárna, která elektřinou zásobovala celé Vitějovice.